# Лакапини
Лакапини (от името на Лакапе, област в южната част на Малка Армения, където е роден основателят на династията) е името на средновековна арменска династия, управлявала Византия в периода 920 – 945, като представителите ѝ са в съуправление с Македонската династия.
Лакапините излъчват общо четирима византийски императори:
- Роман I Лакапин, старши съимператор на Константин VII от 920 – 944
- Христофор Лакапин, обявен от Роман за младши съимператор и получил титлата  кесар  (921 – 931)
- Стефан Лакапин, получил титлата младши съимператор (924 – 945)
- Константин Лакапин, (924 – 945)

Лакапините излъчват и:
- Ирина Лакапина, българска царица, съпруга на Петър I (България)
- Теофилакт Лакапин, константинополски патриарх